# Жайи-ле-Мулен
Жайи́-ле-Муле́н (фр. Jailly-les-Moulins) — коммуна во Франции, находится в регионе Бургундия. Департамент коммуны — Кот-д’Ор. Входит в состав кантона Венаре-Ле-Лом. Округ коммуны — Монбар.
Код INSEE коммуны — 21321.

## Население
Население коммуны на 2010 год составляло 92 человека.
| 1962 | 1968 | 1975 | 1982 | 1990 | 1999 | 2010 |
| ---- | ---- | ---- | ---- | ---- | ---- | ---- |
| 133  | 130  | 116  | 117  | 116  | 103  | 92   |

## Экономика
В 2010 году среди 55 человек трудоспособного возраста (15—64 лет) 43 были экономически активными, 12 — неактивными (показатель активности — 78,2 %, в 1999 году было 58,5 %). Из 43 активных жителей работали 40 человек (21 мужчина и 19 женщин), безработных было 3 (1 мужчина и 2 женщины). Среди 12 неактивных 1 человек был учеником или студентом, 4 — пенсионерами, 7 были неактивными по другим причинам.